# Retaule de sant Vicent Ferrer (Miquel del Prado)
El Retaule de Sant Vicent Ferrer retaule elaborat al segle XVII per l'artista renaixentista espanyol Miquel del Prado. Este retaule va ser encarregat per Joan d'Enguera abans de la seua mort en commemoració de Sant Vicent Ferrer, que va posar nom a la capella d'Enguera on es va educar.

## Localització
Actualment es conserva en el Museu de Belles arts de València on va ser traslladat després de la desamortització del Convent de Sant Onofre de Museros.

## Autoria
Miquel del Prado és un enigma dins del panorama de l'art renaixentista espanyol. Encara que se sap poc sobre la seua vida i obra, el seu nom ha sigut associat amb diverses pintures i projectes artístics a València durant el primer quart del segle XVI. Una de les col·laboracions més destacades en les quals se l'ha esmentat és al costat del pintor Miguel Esteve.
Malgrat estos escassos registres documentals, la figura de Miquel del Prado ha capturat l'interés dels historiadors de l'art i els investigadors. Podria relacionar-se amb el batejat com Mestre del Grifo per Elías Tormo en 1932 a partir de l'atribució del Retaule de Sant Vicent Ferrer del Museu de Belles arts de València pel fet que, segons Lenadro de Saralegui, la manera de representar als personatges masculins es repetix en altres obres com la Disputa amb els Doctors de l'Església de Sant Tomàs de València.
La falta de claredat en la cronologia i l'estil de Miquel del Prado ha portat a suggeriments que algunes de les obres que se li han atribuït podrien ser en realitat obres de Miguel Esteve. Esta teoria es basa en la falta de proves concretes que vinculen de manera inequívoca a Miquel del Prado amb les obres en qüestió, així com en la presència dominant de Miquel Esteve en el panorama artístic de València en l'època renaixentista.

Es creu que Miquel del Prado va morir en 1521 durant la batalla de Gandia, un conflicte relacionat amb la guerra de les Germanies a València. No obstant això, les dates i circumstàncies exactes de la seua mort no són clares, la qual cosa afig una capa addicional de misteri a la seua història.

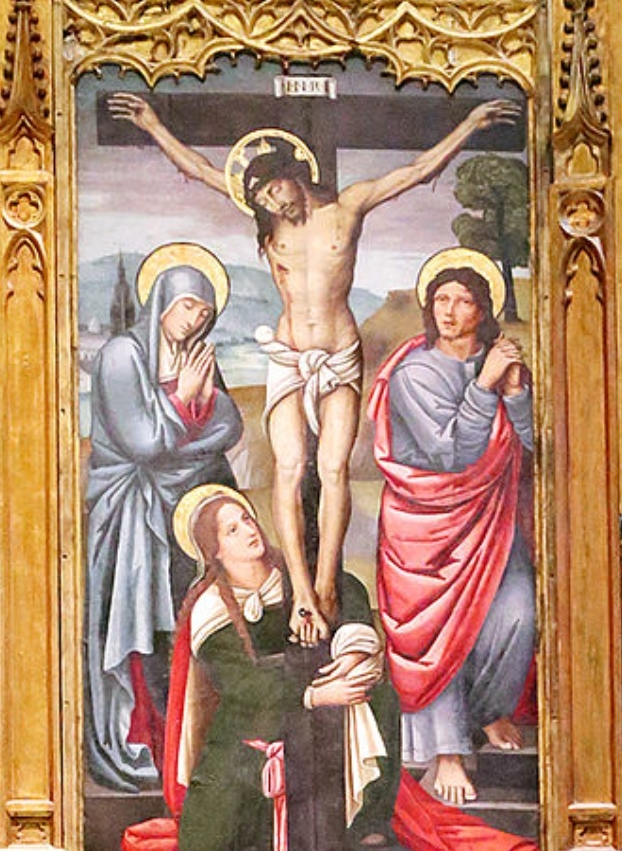
Crucifixió de Jesús

## Descripció
Este retaule ha sigut realitzat mitjançant la tècnica de l'oli sobre taula i seguix un disseny estructurat i simètric. L'estructura presenta una rica ornamentació encara gòtica, tot i que les taules ja presenten un estil propi de l'època renaixentista. Quant a la seua composició, el retaule està compost per diversos trams de manera simètrica.
En l'àtic trobem una representació de la crucifixió de Jesús, amb la Mare de Déu vestida amb un mantell de color blau, l'evangelista Joan i Maria Magdalena als peus de la creu.
En la imatge central trobem sant Vicent Ferrer amb el dit alçat amb una filacteria que diu “timete deum, et date illi honorem quia venit hora iudici eius”, que vol dir “temeu a Déu i doneu-li glòria, perquè ha arribat l'hora del seu juí”. Això es deu al fet que este sant predicava molt al voltant de que l'Apocalipsi era a prop.
Quant a la resta d'escenes, es tracta de representacions de la vida i mort de sant Vicent Ferrer.

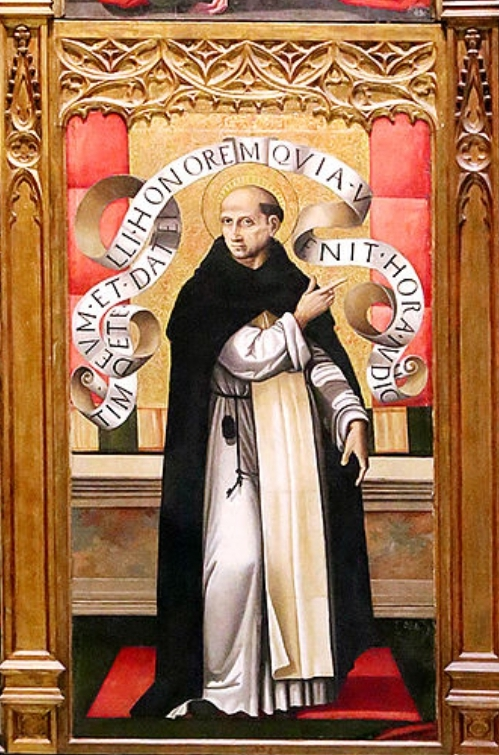
Sant Vicent Ferrer

En la part superior esquerra es troba una escena en la qual apareix representat el sant realitzant la predicació als fidels. En la part superior dreta apareix una escena de Sant Vicent Ferrer fent el miracle de la multiplicació dels aliments. En la part inferior esquerra s'observa una escena del sant realitzant un exorcisme. En la part inferior dreta es presenta una escena que tracta la mort de sant Vicent Ferrer, on també apareix un difunt que ressuscita tocant el seu hàbit. Això fa referència als miracles de resurrecció que va fer el sant.
Finalment, les cinc escenes de la predel·la representen sant Jeroni penitent, sant Joan Baptista, la lamentació de la mort de Crist, sant Francesc d'Assís i sant Onofre.
Alguns investigadors suggerixen que l'estil de Miguel del Prado podria haver sigut influenciat per les tradicions artístiques de Castella.